# Andreas Krause
Andreas Krause (ur. 30 lipca 1957 w Jenie) – wschodnioniemiecki piłkarz.
Z zespołem FC Carl Zeiss Jena w 1980 zdobył Puchar NRD. W latach 1981–1985 rozegrał 4 mecze i strzelił 2 gole w reprezentacji Niemieckiej Republiki Demokratycznej.